# Jeremy Kench
Jeremy Brian Kench (Wellington, 27 aprile 1984) è un ex cestista neozelandese.

## Carriera
Con la Nuova Zelanda ha disputato i Campionati mondiali del 2010.